# Pamirstadion
Het Pamirstadion (Tajikisch: Варзишгоҳи ҷумҳурии марказӣ «Помир», Varzišgohi jumhuriyi markazí «Pomir»; Perzisch: ورزشگاه پامیر, Varzešgâhe Pâmir) is een stadion in Doesjanbe, Tadzjikistan. De officiële naam van het stadion is Central Republican Stadium.

## Gebruik
Het stadion kan voor meerdere doeleinden worden gebruikt, maar meestal voor voetbalwedstrijden. In het stadion kunnen 24.000 toeschouwers. Het nationale voetbalelftal van Tadzjikistan, Istiklol Doesjanbe en CSKA Pomir Doesjanbe spelen hier hun thuiswedstrijden.